# جان کمپ (نویسنده)

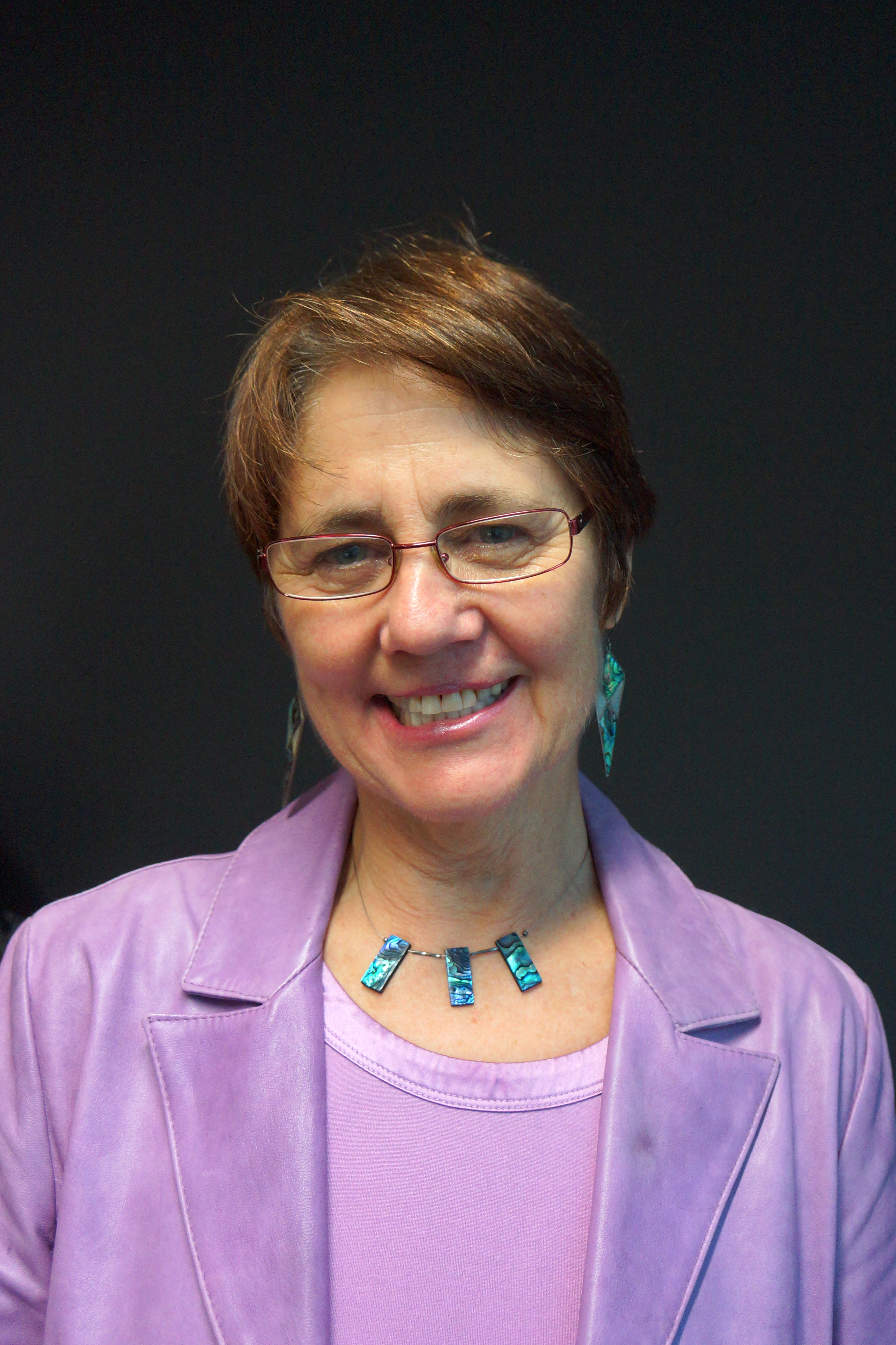
جانت کمپ در 2012

جانت مری ریشمن اشنایدر کمپ (متولد ۱۲ مارس ۱۹۴۹) شاعر نیوزلندی، داستان‌نویس و اجراکنندهٔ آثار خود است. او در کرونبرگ ایم تائونوس، آلمان زندگی می‌کند.

## زندگی
کمپ در سال ۱۹۴۹ در همیلتون متولد شد.

## تحصیلات
کمپ در سال ۱۹۷۴ از دانشگاه اوکلند با مدرک کارشناسی ارشد در زبان انگلیسی فارغ‌التحصیل شد. وی در سال ۱۹۷۲ از کالج معلمان اوکلند دیپلم گرفت و همچنین گواهینامه RSA، شورای بریتانیا، هنگ کنگ (معلم انگلیسی به عنوان یک زبان خارجی) را در سال ۱۹۸۴ دریافت کرد.

## آثار
1. علیه نرمی زن (۱۹۷۶)
2. الماس و شن (۱۹۷۹)
3. شعرهای یخ‌شکن (۱۹۸۰)
4. تنها یک فرشته (۲۰۰۱)
5. بهشت دانته (۲۰۰۳)
6. شعر «جنت» (۲۰۱۲)